# Anisa Shaheed
Anisa Shaheed (Afganistan, 1986) és una periodista afganesa que durant la dècada del 2010 va explicar les vulneracions dels drets humans a Afganistan a través de Tolonews.
Va començar la seva trajectòria laboral el 2009 com a periodista política a Tolonews, va esdevenir cap d'informatius i un temps després va renunciar per tornar a informar sobre la situació política. Va continuar informant després que molts periodistes abandonessin el país. Va fugir d'Afganistan després del retorn dels talibans al poder, el 15 d'agost del 2021, després de rebre amenaces per ser periodista i dona.
El 2020 Reporters Sense Fronteres van reconèixer la seva feina "valenta" durant un temps de coronavirus. La va seleccionar d'entre 1.700 nominacions. En concret, va destacar les seves informacions sobre l'atac a la sala de maternitat de l'Hospital de Kabul al maig i la mala gestió de la pandèmia per la covid-19 del govern afganès.
La Xarxa de Llibertat d'Expressió d'Afganistan la va nomenar periodista de l'any i "rostre de la llibertat d'expressió" el 2021.